# Cynometra lukei
Cynometra lukei är en ärtväxtart som beskrevs av Henk Jaap Beentje. Cynometra lukei ingår i släktet Cynometra, och familjen ärtväxter. IUCN kategoriserar arten globalt som starkt hotad. Inga underarter finns listade i Catalogue of Life.